# ويليام جورج وارد
ويليام جورج وارد (بالإنجليزية: William George Ward)‏  (و. 1812 – 1882 م) هو رياضياتي من المملكة المتحدة لبريطانيا العظمى وأيرلندا، ولد في لندن، توفي في لندن، عن عمر يناهز 70 عاماً.

## التعليم
تعلم في كنيسة المسيح، أكسفورد، وكلية لينكولن ‏.

## روابط خارجية
- ويليام جورج وارد على موقع الموسوعة البريطانية (الإنجليزية)